# Walsermuseum Triesenberg

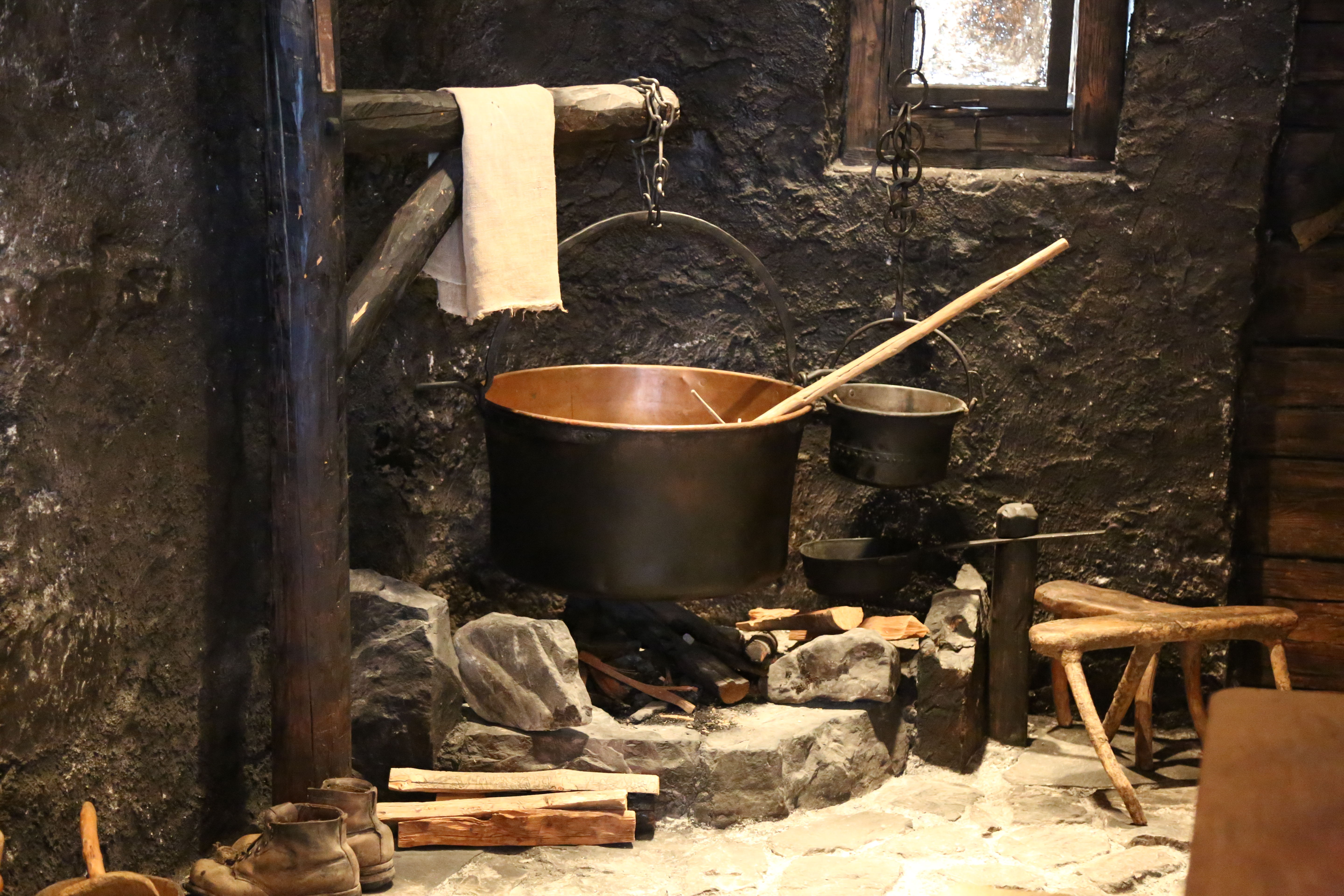
Nachbildung einer Maiensässhütte mit Käsekochkessel im Museum

Das Walsermuseum Triesenberg ist ein Heimatmuseum zur Kulturgeschichte der Walser in Triesenberg, Liechtenstein. Es ist das erste und grösste Ortsmuseum des Landes.

## Museum
Das Gebiet der Gemeinde Triesenberg wurde ab dem Ende des 13. Jahrhunderts von eingewanderten Walsern dauerhaft besiedelt. Bis in die Zeit des Zweiten Weltkriegs war das Fürstentum bäuerlich geprägt. Durch Motorisierung und Industrialisierung im Rheintal änderte sich das Leben im Bergbauerndorf grundlegend.
Engelbert Bucher gilt als Initiant des Museums, er begann als Triesenberger Pfarrer (1943–1979), Kulturgut und Gebrauchsgegenstände zu sammeln. Im Jahr 1959 erwarb die Gemeinde das 1601 erbaute Haus Nr. 19, heute «Walserhaus» genannt. Das erste Museum wurde dort zwei Jahre später eröffnet. Nachdem 1976 der Bau eines «Dorfzentrums» geplant wurde, konnte das Museum in einen Neubau, der sich über mehrere Stockwerke erstreckt, umziehen. Dieses Museum wurde am 13. Dezember 1981 eröffnet. Derzeitiger Leiter ist Leander Schädler.

## Sammlungen und Präsentation
- Das neue Walsermuseum zeigt auf zwei Ebenen Kultur-, Gemeinde- und Pfarreigeschichte sowie Geräte der Land-, Holz- und Viehwirtschaft und des regionalen Handwerks.
- Eine Multivisionsschau gewährt Einblicke ins Gemeindeleben.
- Den Plastiken des Künstlers und Holzbildhauers Rudolf Schädler (1903–1990) wurde auf einer weiteren Ebene eine Dauerausstellung gewidmet.
- Das alte «Walserhaus» von 1601 wurde seit 1981 als «Wohnmuseum» eingerichtet.

## Bildergalerie

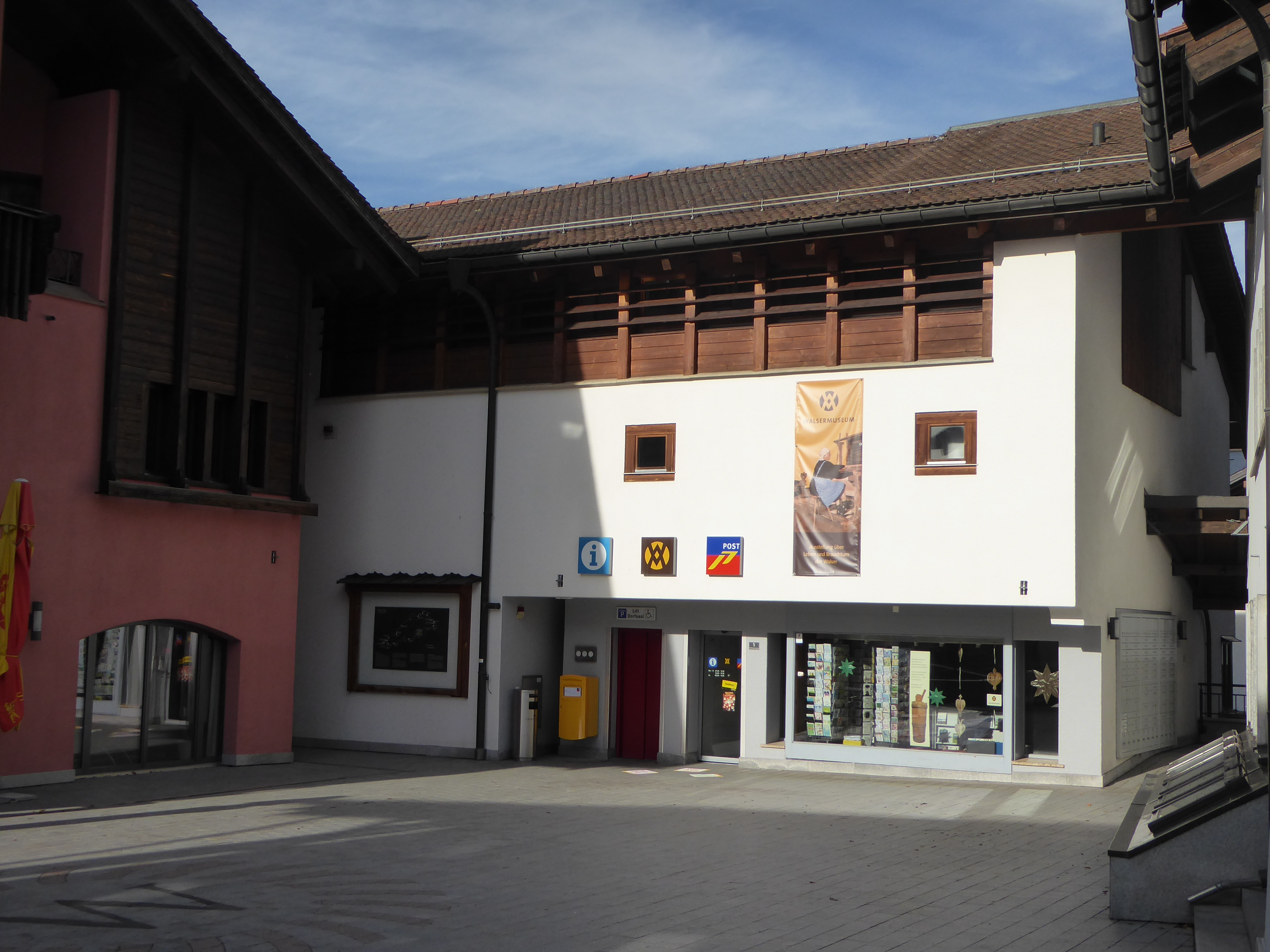
Walsermuseum im Dorfzentrum
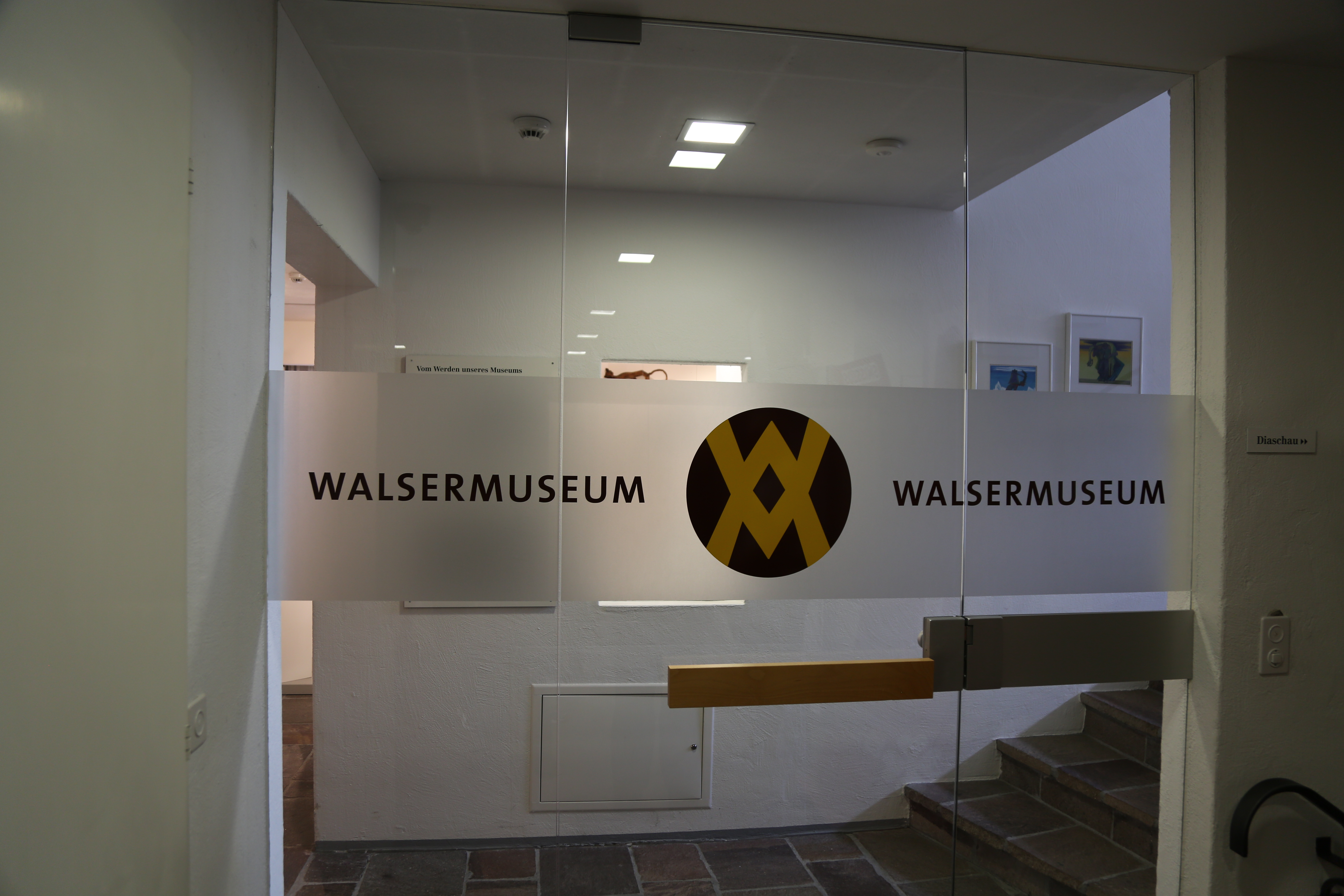
Eingangsbereich
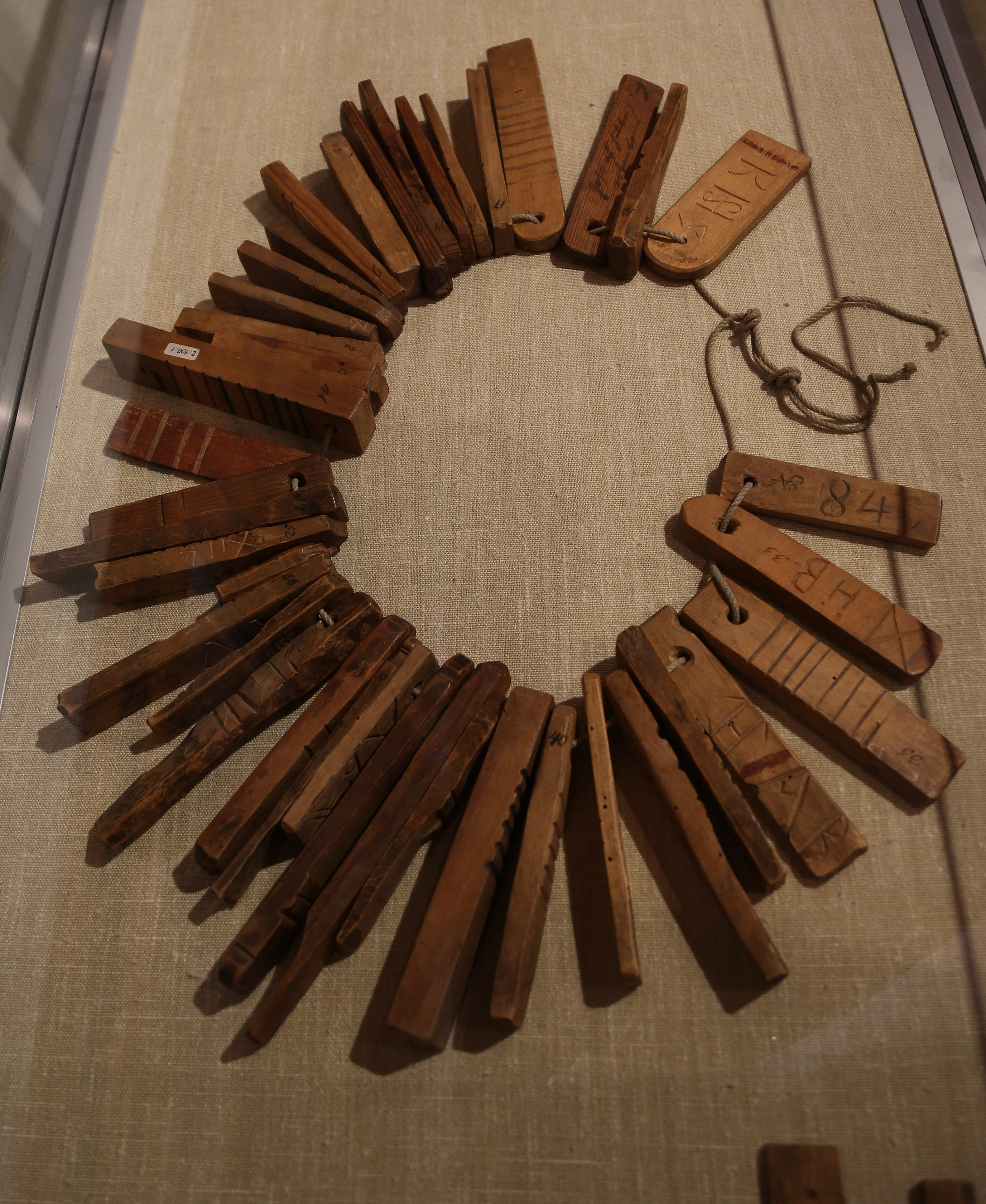
«Beigla», Alprechtshölzer
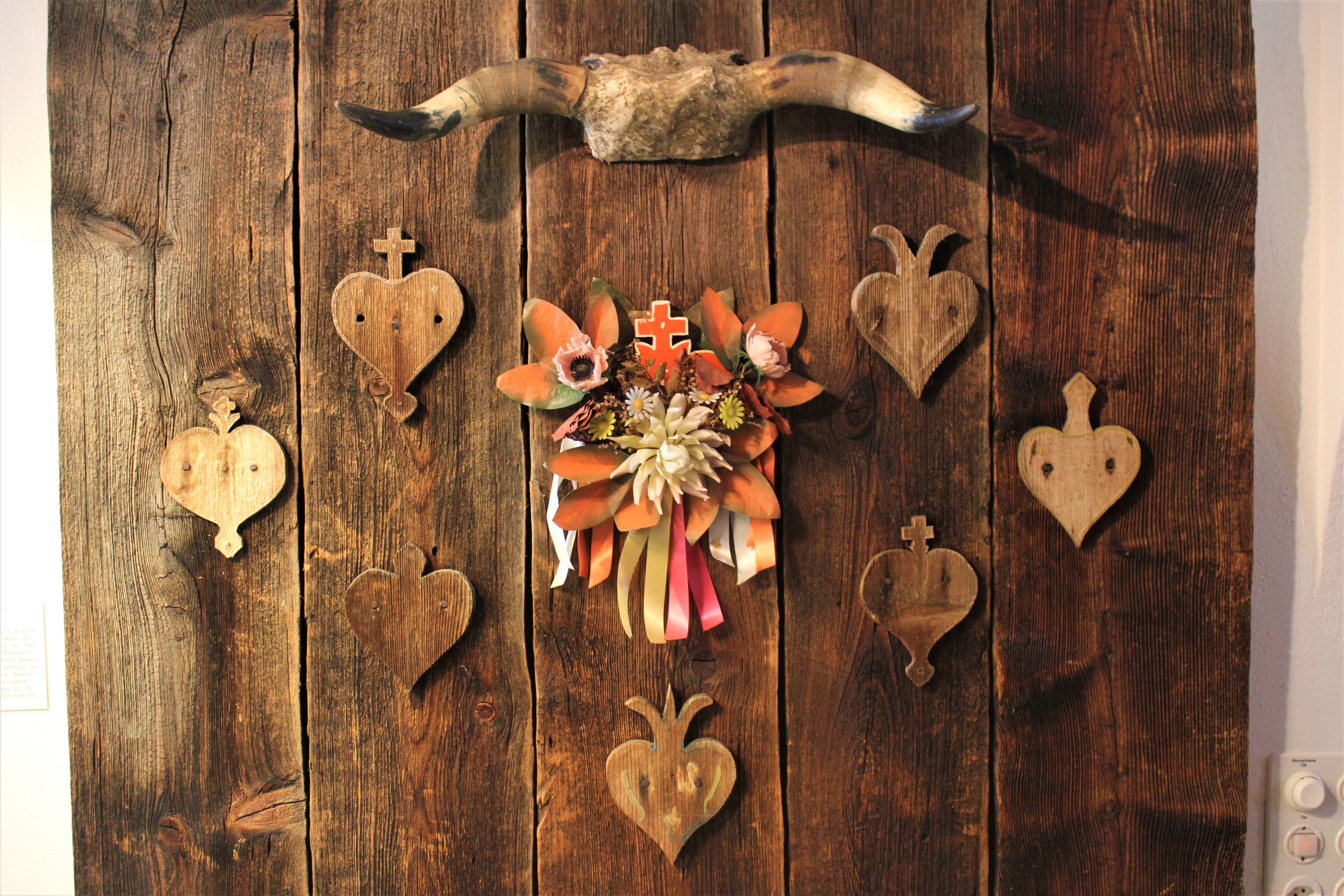
Präsentation von Alpabfahrtsherzen
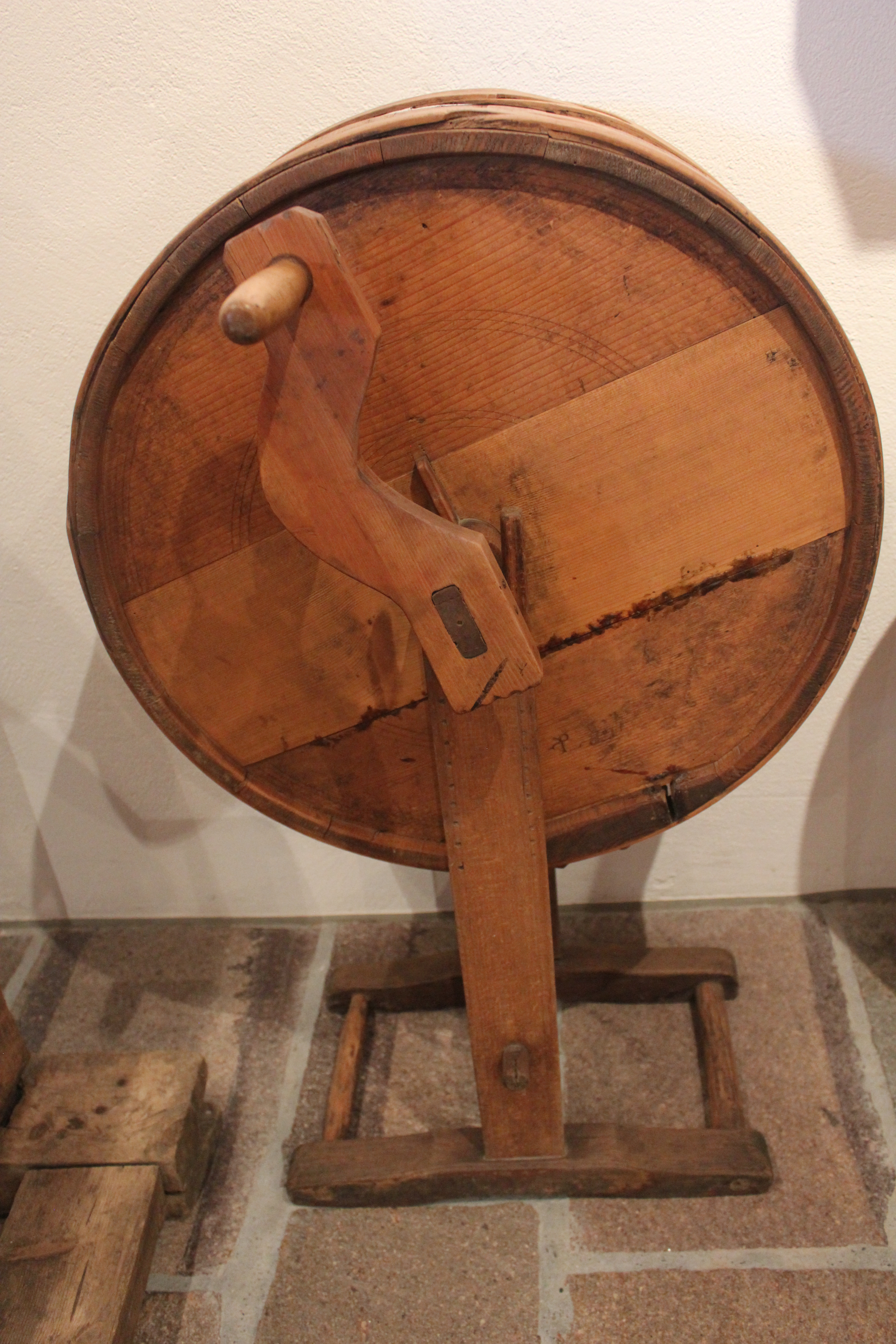
Sennerei-Butterfass «Grossa Anchchübl»
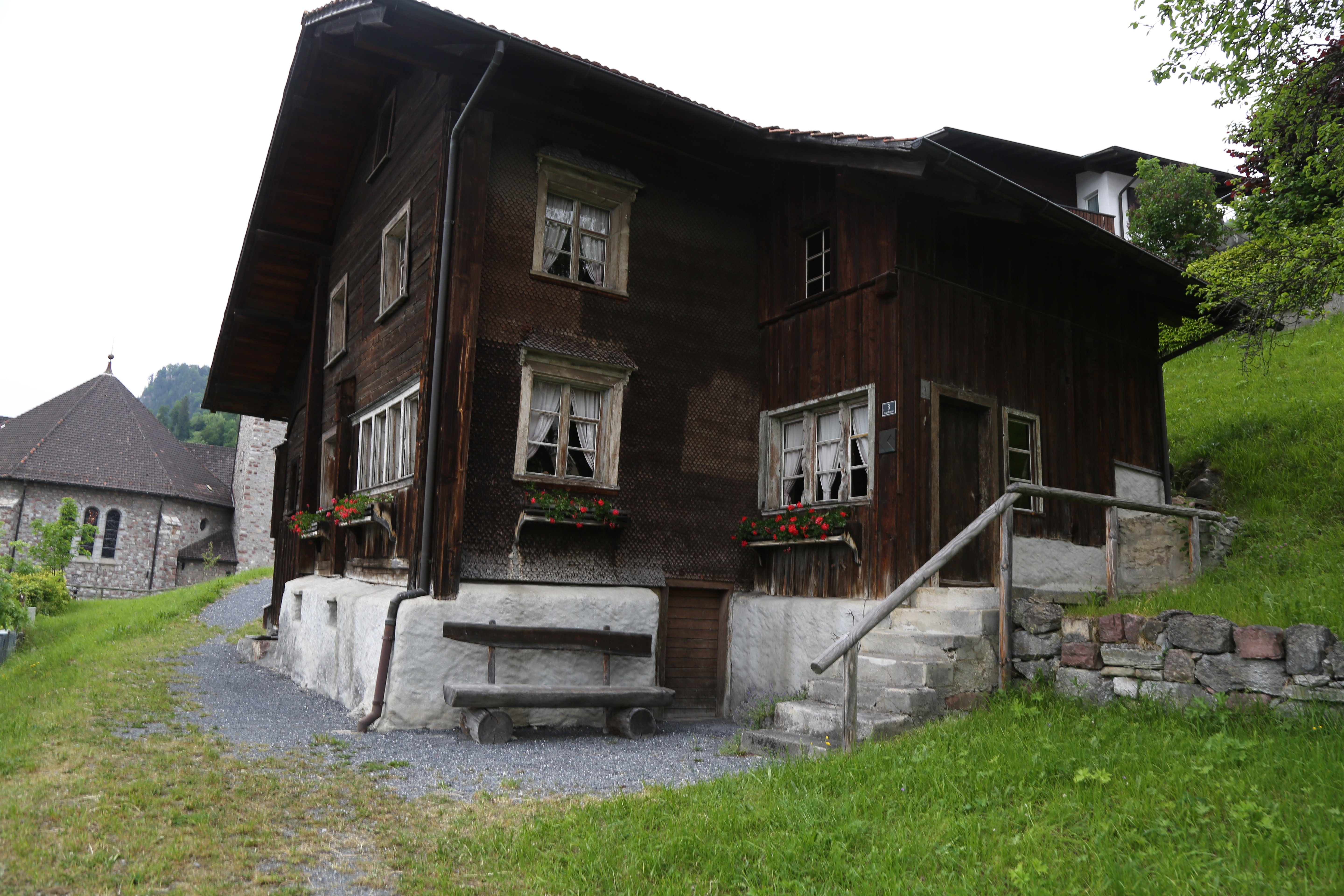
«Walserhaus» von 1601
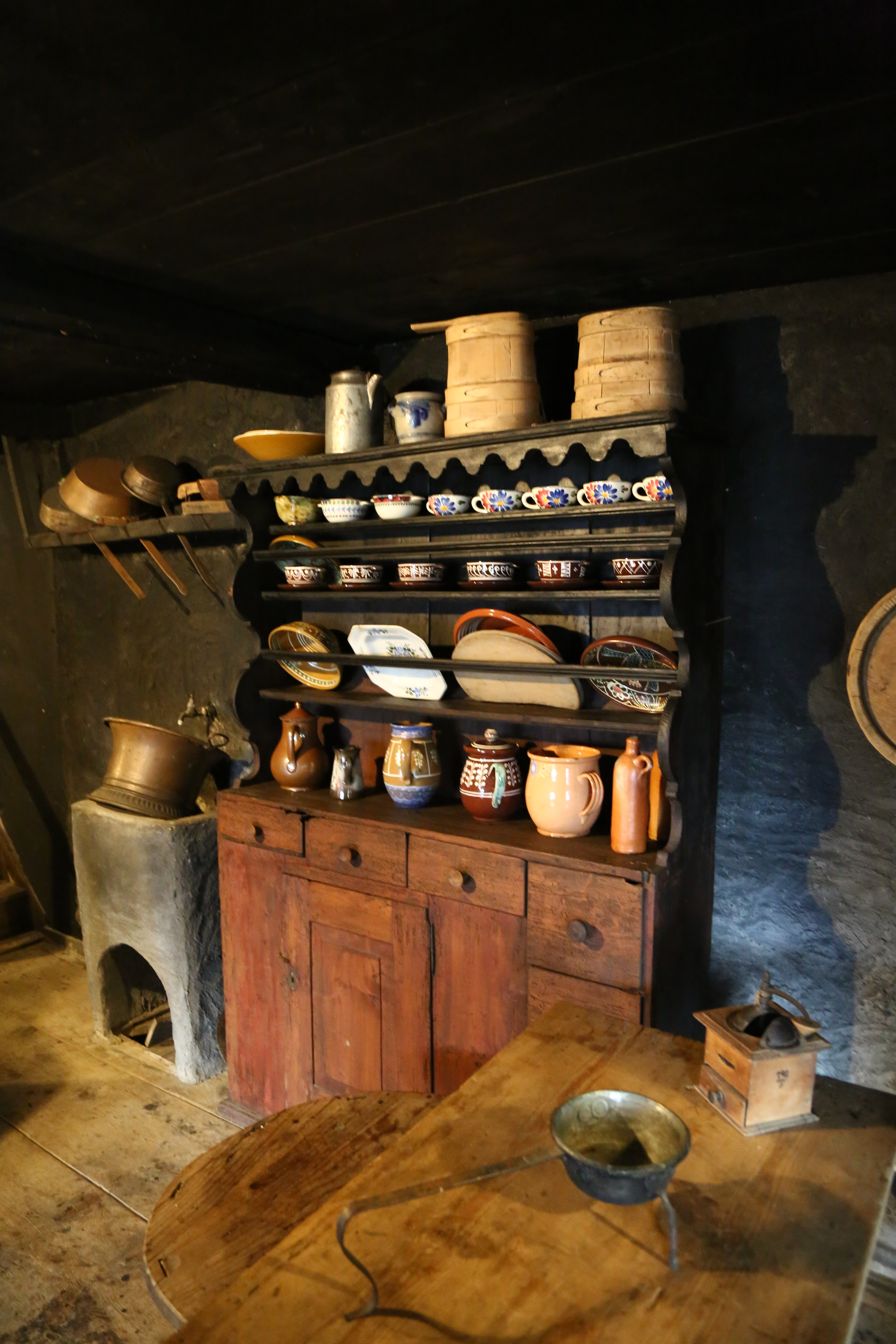
Küche im Walserhaus